# うずみ
うずみは広島県東部の福山市近辺で食べられている郷土料理である。「うづみ」と表記する事があるが正式にはうずみである。具を埋めるという言葉からうずみという名となった。

## 由来
うずみの由来については諸説ある。江戸時代、阿部家が治めていた時代に行われた倹約政治のため贅沢品とされた鶏肉・えびなどを堂々と口にすることができない庶民が、具を飯で隠しながら食べていたことが始まりだ
と言われている。その他の説には、農耕期に食べる時間が無くかき込んで早く食べられるように汁にご飯を入れたという説等がある。
福山市神辺町にある天別豊姫神社にうずみの作り方の文献が残っている。古くから豊姫神社の10月20日の例祭に食べる風習があった。

## 福山鯛うずみ
福山ばら祭2010で行われた、福山ぶちうまグランプリでグランプリを取った料理。福山ぶちうまグランプリは市民一般から福山の食材を使ったレシピを集め134レシピの中から1次・2次審査を経て、ばら祭当日に6品を市民に試食してもらいグランプリを選んだ。その6品の中で主婦の松崎明代が応募したレシピが241票を獲得しグランプリに輝いた。2位は福山豚じゃがコロッケで232票であった。
ばら祭2010の福山ぶちうまグランプリで提供されたレシピは以下の通り。そのままでも食べられるが出汁を掛けて二度楽しめる料理となっている。現在、福山の飲食店で鯛うずみを出す店があるが、多くはアレンジして提供している。
福山青年会議所が福山の新しいグルメとして普及活動を行っている。

## 福山うずみマップ
福山青年会議所が、鯛うずみの普及活動を行ったが、鯛を扱っていない店や鯛を季節限定でしか仕入れない店などがあった。鯛以外の瀬戸内の魚でうずみを作っても良いかという飲食店や、夜店でかき氷の下にフルーツを埋めた「氷うずみ」を、元町商店街青年部が自発的に販売し始めたことを切っ掛けに、鯛以外の具材を埋めるものも「福山うずみ」と定義することで、うずみ提供店舗が拡大した。
2010年10月に、福山青年会議所がうずみ提供店舗をまとめ、「福山うずみマップ」を配布を開始した。42店舗が掲載され、伝統的なうずみから、デザート系のうずみまで多種多様なうずみが掲載されている。和風、洋風などの分類分けの他に、最初から出汁がかかっているもの、味の変化を楽しめるものなど食べ方の違いをI、II、IIIの数字で示している。

## うずめ飯
山陰地方にはうずみに似たうずめ飯というものがある。